# Rosina Lhévinne
Rosina Lhévinne, nata Bessie (Kiev, 29 marzo 1880 – Glendale, 9 novembre 1976), è stata una pianista ed una famosa docente russa naturalizzata statunitense.

## Biografia
Rosina Bessie era la più giovane delle due figlie di Maria (nata Katz) e Jacques Bessie, un ricco gioielliere di una famiglia ebrea olandese che emigrò nell'Impero russo per esercitare il suo mestiere di commerciante di diamanti. Vi furono violenti scontri antisemiti a Kiev durante il suo primo anno e i Bessie si trasferirono a Mosca nel 1881 o nel 1882. La giovane Rosina iniziò a studiare pianoforte all'età di sei anni con un insegnante di Mosca, dove la famiglia si era trasferita in fretta poco dopo la nascita.
Quando la sua maestra si ammalò, un'amica di famiglia le suggerì di continuare gli studi con Josef Lhévinne, uno studente di talento al Conservatorio imperiale di Mosca, cinque anni più vecchio di Rosina. Dimostrò un grande talento e diversi anni dopo fu ammessa al Conservatorio, dove studiò anche con l'insegnante di Lhévinne, Vasily Safonov. Alla sua laurea nel 1898 vinse la medaglia d'oro in pianoforte, come aveva fatto Josef prima di lei, e quell'anno i due si sposarono. Ebbero due figli, Costantino "Don" Lhevinne (1906-1998) e Marianna Lhevinne Graham (1918-2012).

### Carriera musicale
Rosina rinunciò alle sue ambizioni di fare la solista per evitare di scontrarsi con la carriera del marito Josef come pianista da concerto, un voto che mantenne fino a dopo la sua morte nel 1944. Così limitò le sue attività all'insegnamento e alle esibizioni su due pianoforti con il marito. Insieme vissero ed insegnarono a Mosca, Tbilisi, Georgia e successivamente a Berlino prima di emigrare a New York dopo la prima guerra mondiale e la rivoluzione russa. Qui entrarono nella facoltà dell'Istituto di arte musicale che in seguito divenne la Juilliard School.

### Insegnamento
Avendo agito essenzialmente come insegnante preparatrice per gli studenti del più famoso marito per 46 anni, era riluttante dopo la sua morte a subentrare a lui nei suoi pieni doveri a scuola; tuttavia gli amministratori della Juilliard erano unanimi nel volere che lei continuasse al posto di suo marito.
Tra i suoi studenti c'erano molti dei migliori giovani pianisti degli anni '40, '50 e '60, tra cui Van Cliburn, che arrivò nella sua classe nel 1951: al culmine della Guerra Fredda nel 1958, egli fu insignito del Primo Premio all'inaugurazione del Concorso internazionale Čajkovskij a Mosca, diventando immediatamente una celebrità mondiale e portando fama internazionale per la sua insegnante. Altri studenti di Lhévinne erano James Levine, direttore musicale del Metropolitan Opera, John Williams, compositore e direttore della Boston Pops Orchestra, i pianisti John Browning, Walter Buczynski, Tong-Il Han, Anthony e Joseph Paratore, Daniel Pollack, Marcus Raskin, Misha Dichter, Edward Auer, Santos Ojeda, Joel Ryce-Menuhin, Garrick Ohlsson, Joseph William Fennimore, Neal Larrabee e molti altri tra cui alcuni insegnanti attuali della Juilliard School.

### Esibizioni
Nel 1949 Rosina Lhévinne riconsiderò la sua decisione di non suonare mai più in pubblico come solista; dopo aver compiuto i 70 anni, e anche dopo gli 80, fece una serie notevole di apparizioni, prima in collaborazione con il Quartetto d'archi Juilliard e più tardi nei concerti all'Aspen Summer Music Festival. Il suo più grande momento come solista arrivò nel gennaio del 1963, all'età di 82 anni, con il suo debutto alla New York Philharmonic sotto la guida di Leonard Bernstein, suonando il Concerto per pianoforte n. 1 di Frédéric Chopin, un pezzo che aveva eseguito per la sua laurea al Conservatorio di Mosca sessantacinque anni prima. Esistono sue incisioni discografiche sia del concerto di Chopin che del Concerto in do maggiore di Mozart, K. 467.

### Morte ed eredità
Madame Lhévinne continuò a insegnare alla Juilliard e all'Università della California del Sud a Los Angeles, dove morì nel 1976 all'età di 96 anni. Poco prima della sua morte Robert K. Wallace pubblicò un libro sui Lhévinne intitolato A Century of Music-Making: The Lives of Josef e Rosina Lhévinne, per il quale rilasciò un notevole numero di interviste. Nel 2003 l'ex allievo e assistente di Madame Lhévinne, Salome Ramras Arkatov produsse un film documentario, The Legacy of Rosina Lhévinne, che contiene rari filmati d'archivio dell'insegnamento e dell'esecuzione della Lhévinne e interviste ad alcuni dei suoi ex studenti.